# Erica lehmannii
Erica lehmannii är en ljungväxtart som beskrevs av Johann Friedrich Klotzsch och George Bentham. Erica lehmannii ingår i släktet klockljungssläktet, och familjen ljungväxter. Inga underarter finns listade i Catalogue of Life.